# Maria Dorndorf
Maria Wilhelmine Dorndorf (* 12. Juli 1919; † 23. April 2009 in Aachen-Schleckheim) war eine deutsche Psychologin.

## Leben
Dorndorf studierte Psychologie (Dipl.-Psych.) und wurde zum Dr. phil. promoviert. 1957 erhielt Dorndorf einen Ruf auf die ordentliche Universitätsprofessur für Psychologie mit Schwerpunkt Pädagogische Psychologie und Entwicklungspsychologie vor allem Persönlichkeitspsychologie an die Universität Dortmund. 1984 wurde sie emeritiert.
Sie engagierte sich für zahlreiche Sozialprojekte im Heiligen Land. 1972 wurde Maria Dorndorf vom Kardinal-Großmeister Maximilien Kardinal de Fürstenberg zur Dame des Ritterordens vom Heiligen Grab zu Jerusalem ernannt und am 9. Dezember 1972 im Aachener Kaiserdom durch Lorenz Kardinal Jaeger, Großprior der deutschen Statthalterei, und Hermann Josef Abs, Statthalter in Deutschland, investiert. 